# Iveco Urbanway
Iveco Urbanway — серия городских коммерческих низкопольных автобусов большой вместимости, выпускаемых компаниями Iveco и Irisbus с 2013 года вместо Irisbus Citelis. В модельный ряд входят одиночные 10- и 12-метровые, а также сочленённые двухсекционные 18-метровые модели. За всю историю производства на автобусы ставят двигатели Iveco, работающие на дизельном или газовом топливе. С 2016 года на основе данного семейства производятся троллейбусы Astra-Town 118 от румынского производителя Astra Bus. Существует также скоростная версия Crealis.

## История
Производство автобусов Iveco Urbanway стартовало в 2013 году. При этом производство автобусов Irisbus Citelis было заморожено в пользу Евро-6. Часть моделей производится на заводе Iveco в Анноне, остальные производятся в чешском городе Високе-Мито. Производимые модели во Франции получили название «Origine France Garantie». В 2016 году при заключении договора Astra Bus с Iveco стартовало производство 18-метрового сочленённого троллейбуса Astra-Town 118. Серийное производство стартовало 9 ноября 2017 года. С 2019 года производятся также гибридные автобусы и электробусы.

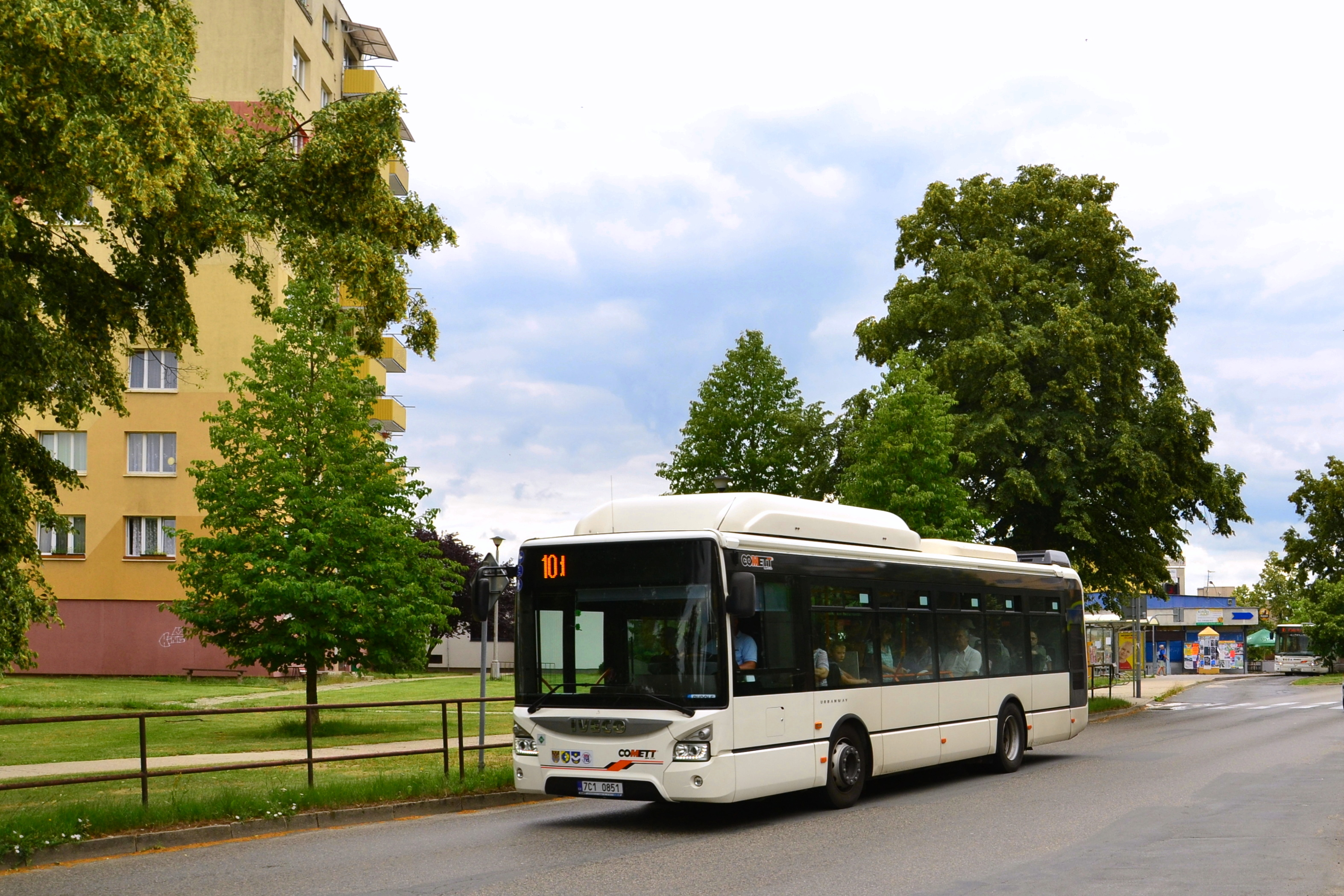
Urbanway 10
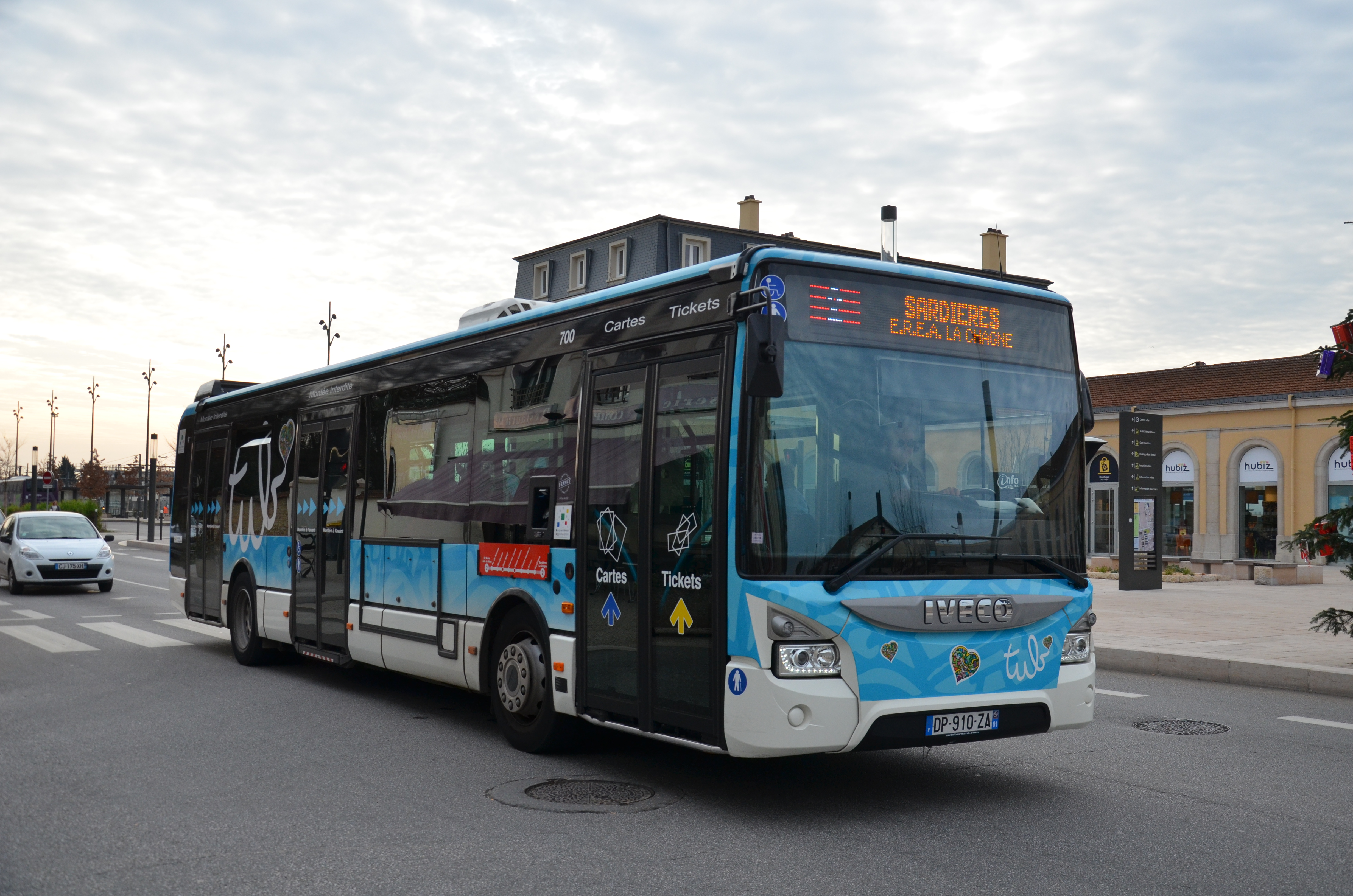
Urbanway 12
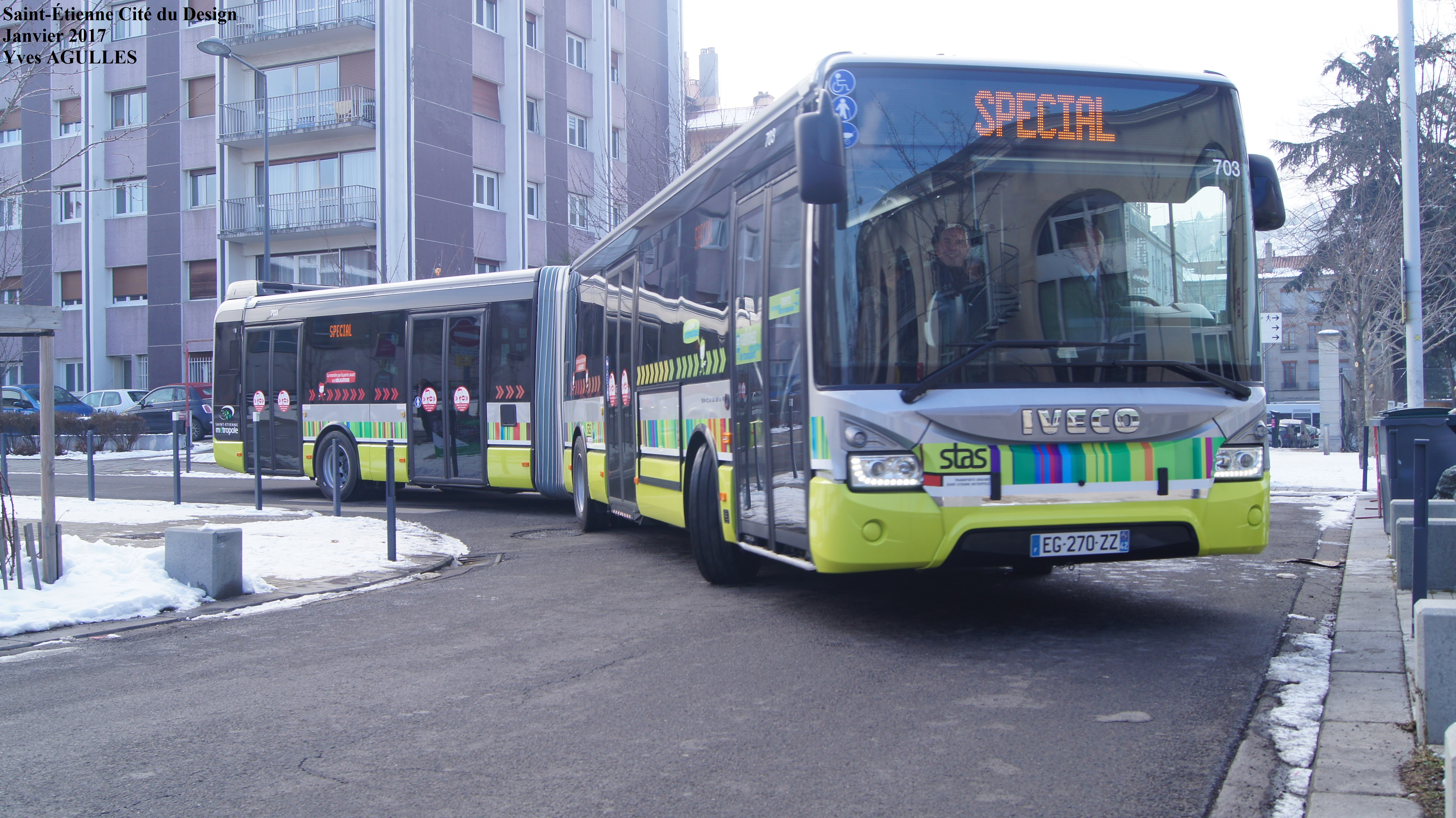
Urbanway 18
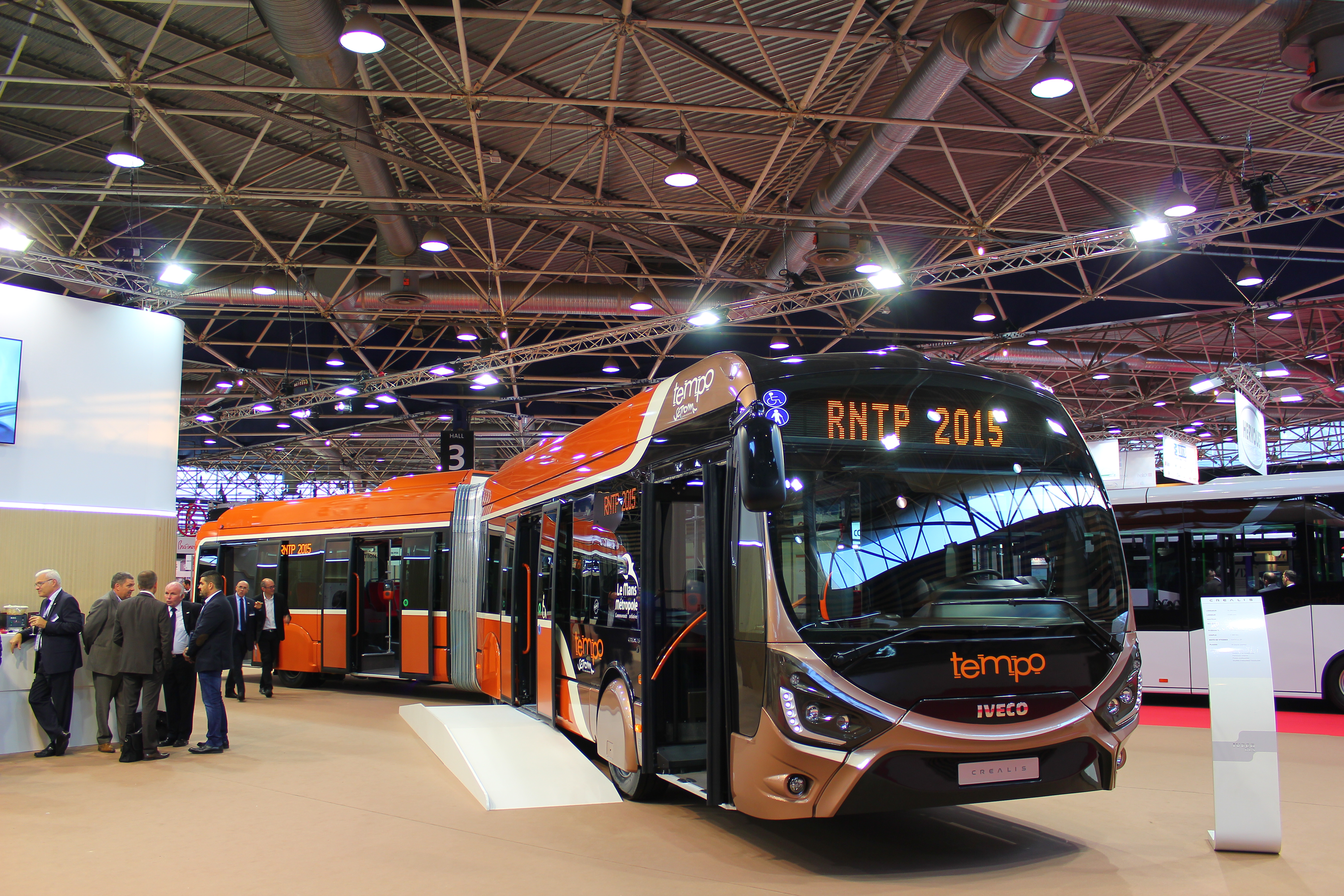
Crealis

## Модификации
- Urbanway Diesel — базовая версия с дизельными двигателями внутреннего сгорания Евро-6.
- Urbanway Hybrid — гибридная версия[6].
- Urbanway CNG — версия с двигателями на газомоторном топливе.
- E-Way — электробус[7].